# Che!
Che! è un film del 1969 diretto da Richard Fleischer. Si tratta di un film biografico sulla vita del rivoluzionario marxista Ernesto "Che" Guevara (impersonato da Omar Sharif), che ne racconta la vita dal suo arrivo a Cuba nel 1956 fino alla morte avvenuta in Bolivia nel 1967.

## Trama
1956: Ernesto Guevara, giovane medico argentino, combatte dalla parte dei ribelli rivoluzionari durante la guerra civile cubana della fine anni cinquanta. Grazie alla sua lealtà ed al suo coraggio, si guadagna il rispetto dei propri uomini e diventa comandante di pattuglia.
Il leader dei ribelli, Fidel Castro, resta impressionato dall'abilità tattica del giovane Guevara e dalla sua disciplina, e lo nomina suo braccio destro. Quando Castro sconfigge il dittatore cubano Batista dopo due anni di guerriglia, Guevara ordina una serie di violente rappresaglie contro gli sconfitti filo-statunitensi, sognando di realizzare il suo ideale di una Rivoluzione mondiale marxista. A seguito della marcia indietro di Castro durante la crisi dei missili del '62, Guevara accusa Castro di essere solo una pedina dell'Unione Sovietica e decide di abbandonare Cuba.
1967: Guevara giunge in Bolivia durante il periodo della guerriglia, dove mette in atto i suoi propositi rivoluzionari cercando di rovesciare il regime autoritario in carica, ma viene tradito dai contadini boliviani e viene catturato ed ucciso dall'esercito boliviano.

## Accoglienza critica
Il film ebbe recensioni del tutto negative da parte della critica. Paul Brenner, criticando la scelta del cast, scrisse: "In questa mal concepita pseudo-biografia del leggendario rivoluzionario cubano — interpretato, incredibilmente, da Omar Sharif — Che Guevara abbraccia la causa dei ribelli capeggiati da Fidel Castro, interpretato — ancora più incredibilmente — da Jack Palance". Anni dopo, nel 1978 Che! venne inserito nella lista dei peggiori 50 film della storia del cinema contenuta nel libro The Fifty Worst Films of All Time, dove il recensore descrisse il film "una cartolina, un superficiale dramma pseudo-storico", aggiungendo come "il povero Sharif fosse stato costretto dagli sceneggiatori a pronunciare frasi del tipo: «il popolo è come un fiore, e il rivoluzionario è come un'ape. Nessuno dei due può sopravvivere o prosperare senza l'altro»". Il critico cinematografico Roger Ebert stroncò la pellicola criticando anche la sua ideazione, scrivendo: "Fin dall'inizio, sembrò un incubo. Hollywood stava girando un film su Che Guevara. Perché? Probabilmente perché qualcuno aveva sentito odore di soldi, dando una scorsa alle cifre delle vendite dei poster del Che. Questa deve essere stata la ragione, perché Che! è una palese dimostrazione che nessuno di quelli che hanno avuto a che fare con questa schifezza sapeva qualcosa di Che Guevara, Fidel Castro, della rivoluzione cubana o di qualsiasi altra cosa che presupponesse più di cinque minuti di approfondimento".

## Colonna sonora
L'accompagnamento musicale al film venne composto, arrangiato e diretto da Lalo Schifrin, e l'album della colonna sonora fu pubblicato dall'etichetta Tetragrammaton nel 1969.